# عنجرة
عنجرة بلدة أردنية تقع في لواء قصبة عجلون التابع لمحافظة عجلون شمال الأردن. وعنجرة اسم مركب من كلمتين مدمجتين هما «عين» و«جارية»؛ حيث اصبحتا كلمة واحدة مع طول الاستخدام مثل اسم بلدة كفرنجة والتي أصلها «كفر الفرنجة» أيام الحملات الصليبية، وبذلك يكون معنى الاسم العين الجارية.
حسب إحصاءات سنة 2005 بلغ عدد سكان المدينة 17,618 نسمة، ووفق تقديرات السكان لسنة 2015 قدر عدد السكان بنحو 26 ألف نسمة، وتوجد نسبة جيدة منهم من الجامعيين وأصحاب الشهادات العليا، وقد شغل أبناؤها وتبوّؤا العديد من المناصب الهامة في الدولة مدنية وعسكرية.

## التسمية والتاريخ
هناك عدة أدلة على وجود المدينة منذ القدم كونها وقعت مثل كل المناطق المحيطة ابتدأ من العام 1500 قبل الميلاد للدول المتعاقبة، وتبعت تلك الحقبة التاريخية سيطرة العديد من الحضارات والممالك على البلاد قبل أن يسيطر عليها العرب الأنباط الذين وخلال حقبتهم الذهبية التي ابتدأت بحارثة الأول استطاعوا أن يتوسعوا شمالا وأقاموا عدة ممالك في الشمال، ومن الأدلة الأخرى على عراقة المدينة كنيسة سيدة الجبل الموجودة بها وهي كنيسة تعود للقرن الرابع الميلادي تمت إعادة بنائها وترميمها عام 1932، تذكر العديد من المصادر المسيحية أن مريم ابنة عمران عليها السلام/مريم العذراء أقامت في موقع الكنيسة لفترة من الزمان ولذلك أقيمت الكنيسة هناك وتُعد الكنيسة محجاً للمسيحيين، وفي موسوعة معجم البلدان لياقوت الحموي ورد اسم مدينة عنجرة مؤرخاً لحدث أليم وقع في المدينة عام 244 هـ حوالي 840 م وهذا الحدث زلزال مهول سقطت جرّائه أبنية كثيرة، ومن الذين كتبوا عن عنجرة العلامة: خليل بن شاهين الظاهري المتوفى عام 1467 م واصفاً عنجرة في كتابه «زبدة كشف المماليك» بالقرية المزدهرة.
تم إنشاء المجلس البلدي في عنجرة عام 1955 وتعتبر واحدة من أقدم البلديّات في المملكة الأردنية، ومن أكثر التجمعات السكانية نمواً وإزدهاراً في محافظة عجلون في الوقت الراهن.

## نبذة عامة

### المياة والعيون
تُعد عنجرة غنية بالمياه والعيون ومن أهم عيون عنجرة والمناطق المحيطة بها «عين عنجرة» وتقع في قلب المدينة، وأيضاً من العيون المهمة «عين أبو جابر» و«عين الصالوص» و«عين أم جلود».

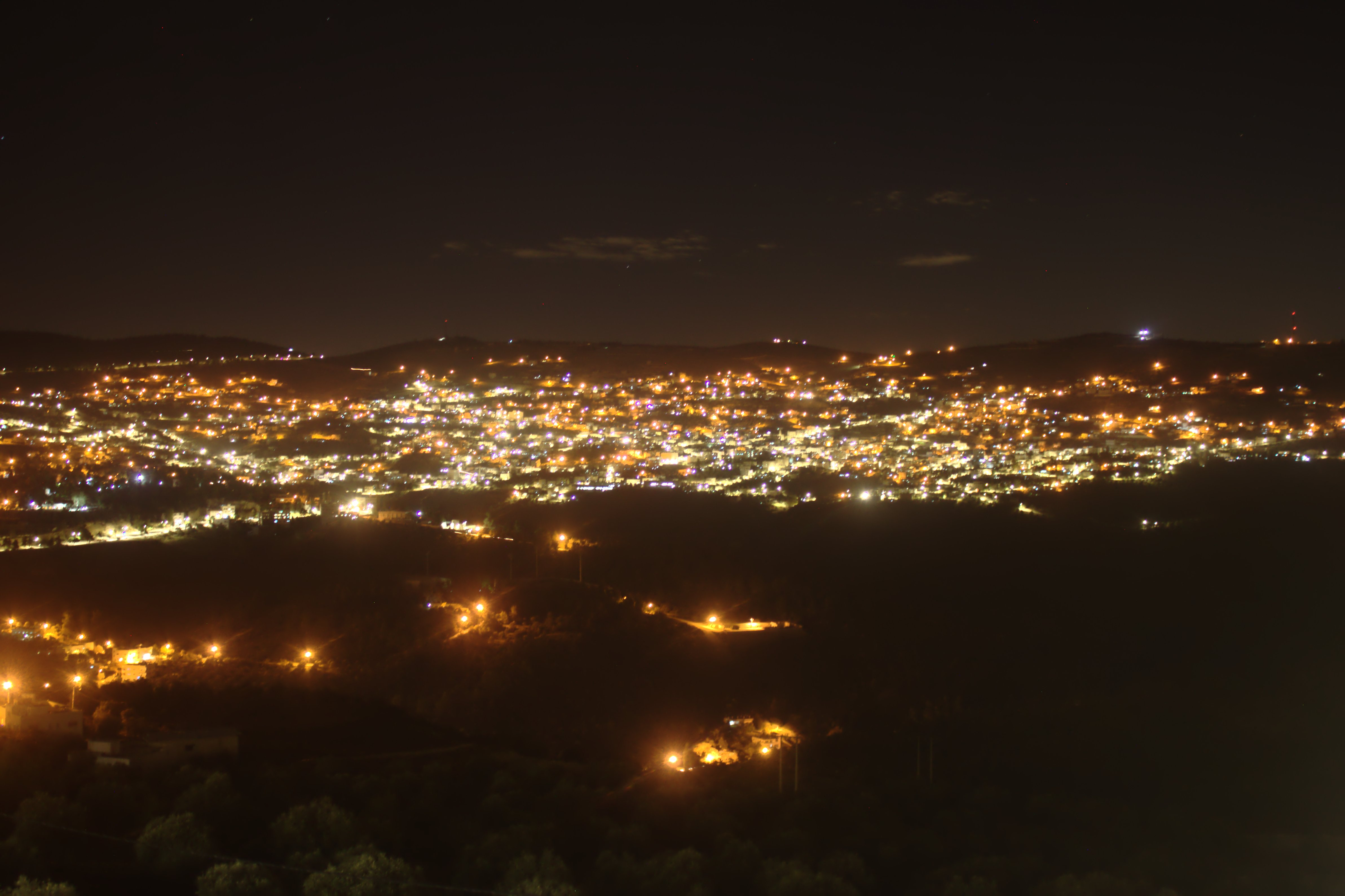
مدينة عنجرة ليلاً

### التضاريس والمناخ والطبيعة
ترتفع عنجرة عن سطح البحر 905 متر ويتبع لها جبل أم الدرج (القاعدة) من جهة الشرق ويرتفع مسافة 1247 متر عن سطح البحر وهو أعلى جبل في شمال المملكة الأردنية الهاشمية، تمتاز عنجرة بطبيعتها الخضراء الساحرة وتكثر بها الأشجار المثمرة وتحيط بها الغابات والأشجار الحرجية، وتعتبر عنجرة من أغزر مناطق المملكة الأردنية إنتاجاً للزيتون، بها ثلاث معاصر حديثة للزيتون وبعض من المعاصر القديمة التي توقف العمل في أغلبها، يتبع عنجرة العديد من الأحواض الزراعية المحيطة بها كـ«حوض أم جلود» و«سرابيس» و«الدلافة» و«السويدية» و«شمسين» و«المُدحيلية» و«الحزار» و«وادي الشام» وغيرها، تضاريس عنجرة تضاريس جبليّة، أما من حيث المناخ فيسود مناخ البحر الأبيض المتوسط المدينة، فمناخها معتدل الحرارة صيفاً وبارد غزير الأمطار في الشتاء ويبلغ معدل هطول الأمطار السنوي عليها 450- 550 مليمتر.

### التقسيم الإداري والموقع
تتبع عنجرة إدارياً إلى لواء قصبة عجلون وتبعد عن مركز المحافظة مدينة عجلون 4 كيلومترات والتي تقع إلى الشمال من عنجرة، وإلى الجنوب الغربي من عنجرة تقع مدينة كفرنجة على بعد 7 كيلومترات أما من جهة الشرق بلدة ساكب التي تقع ضمن محافظة جرش وتبعد عن عنجرة 8 كم، تبعد عنجرة عن عمان عاصمة المملكة الأردنية 75 كم، وعن إربد عاصمة الشمال حوالي 37 كم، وهي تتميز بموقع هام بالنسبة لمحافظة عجلون فهي تربط المحافظة بمحافظة جرش ومحافظات الوسط.

### النشاط الإقتصادي
يعمل أهالي عنجرة في الزراعة والوظائف الحكومية والقوات المسلحة بالإضافة إلى التجارة.

### البنية التحتية والمرافق الحكومية
تتوفر في عنجرة بنية تحتية جيدة ويتوفر بها خدمات عامة من ماء وكهرباء وخطوط صرف صحي وطرق ومواصلات. وتشهد المدينة حركةً عمرانيةً ملفتة ونموّاً اقتصاديّاً وتجاريّاً وتكثر بها الأسواق والمحال التجارية، يوجد في عنجرة وضواحيها العديد من المرافق الحكومية من أهمها:-
- مستشفى الإيمان
- كلية عجلون الجامعية
- «مدرسة الملك عبد الله الثاني بن الحسين الثانوية الشاملة للبنين»
- «مركز تنمية المجتمع المحلي في عنجرة»
- «مركز المنار للتنمية الفكرية»

وكذلك توجد بها مؤسسة استهلاكية عسكرية، إضافة إلى مكتب للبريد ومركز صحي، علاوة على العديد من المدارس الحكومية يُضاف لها عدد من المدارس الخاصة، وكذلك تضم عنجرة ثلاث جمعيات خيرية وعدد من الجمعيات التعاونية ونادياً رياضياً

## السكان
تضاعف عدد سكان عنجرة خلال الخمسة عقود الماضية ما يقرب من الثمانية أضعاف فبعد أن بلغ عدد السكان في العام 1961، 3163 نسمة فإن عدد سكانها اليوم يقارب 24 ألف نسمة إذا ما أُضيف إليه سكان القرى التابعة لعنجرة (الشكارة، الفاخرة، الصفصافة، السوق، خشيبة الفوقا، الجبل الأخضر، الزراعة، الساخنة، أم الخشب) فإن العدد يرتفع إلى حوالي 33 ألف نسمه يشكلون ما نسبته 25% من سكان محافظة عجلون، ورغم هجرة العديد من أبناء مدينة عنجرة سواء إلى المدن الكبرى في المملكة الأردنيه الهاشمية وخصوصا العاصمة عمان والزرقاء وإربد والعقبة أو لخارج البلاد إلا أن نسبة الزيادة كانت كبيرة والسبب المعدل العالي للمواليد في المدينة.

### نسبة السكان في المدينة وقراها
بنو الزغل يتواجدون بنسبة 60% من السكان، ثم تأتي عشيرة الصمادية بنسبة 13%, باقي عشائر عنجرة بنسبة 27%

### تعداد الناخبين في عنجرة وقراها

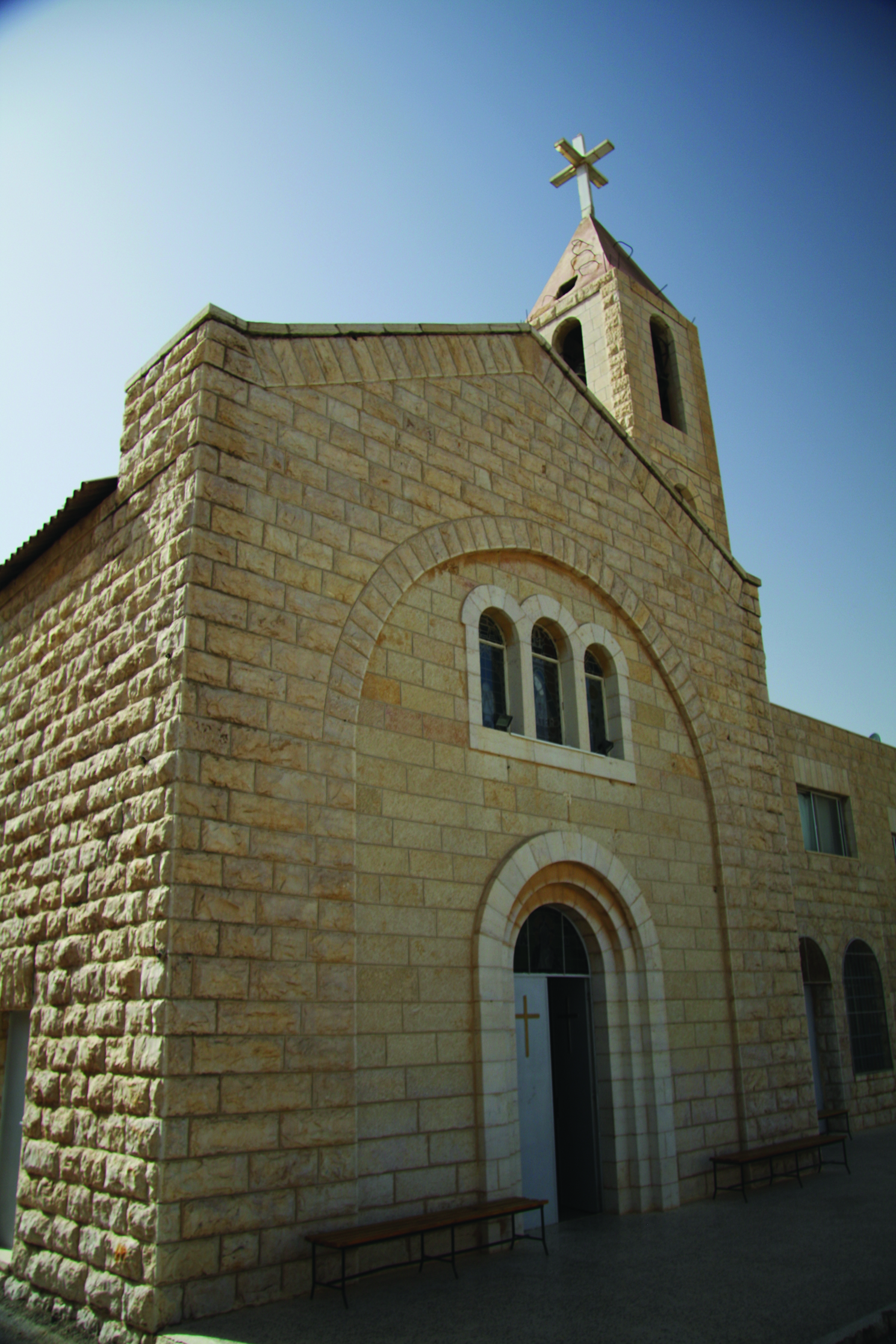
أحد الكناس الموجودة في المنطقة

### تعداد الناخبين في عنجرة وقراها[4]
| المنطقة      | تعداد الناخبين |
| ------------ | -------------- |
| مدينة عنجرة  | 15066          |
| الشكارة      | 605            |
| الساخنة      | 265            |
| خشيبة الفوقا | 247            |
| الجبل الأخضر | 196            |
| الزرّاعة      | 110            |
| الفاخرة      | 73             |
| الصفصافة     | 7              |
| خربة السوق   | 2              |
| المجموع      | 16571          |

### الديانة ودور العبادة

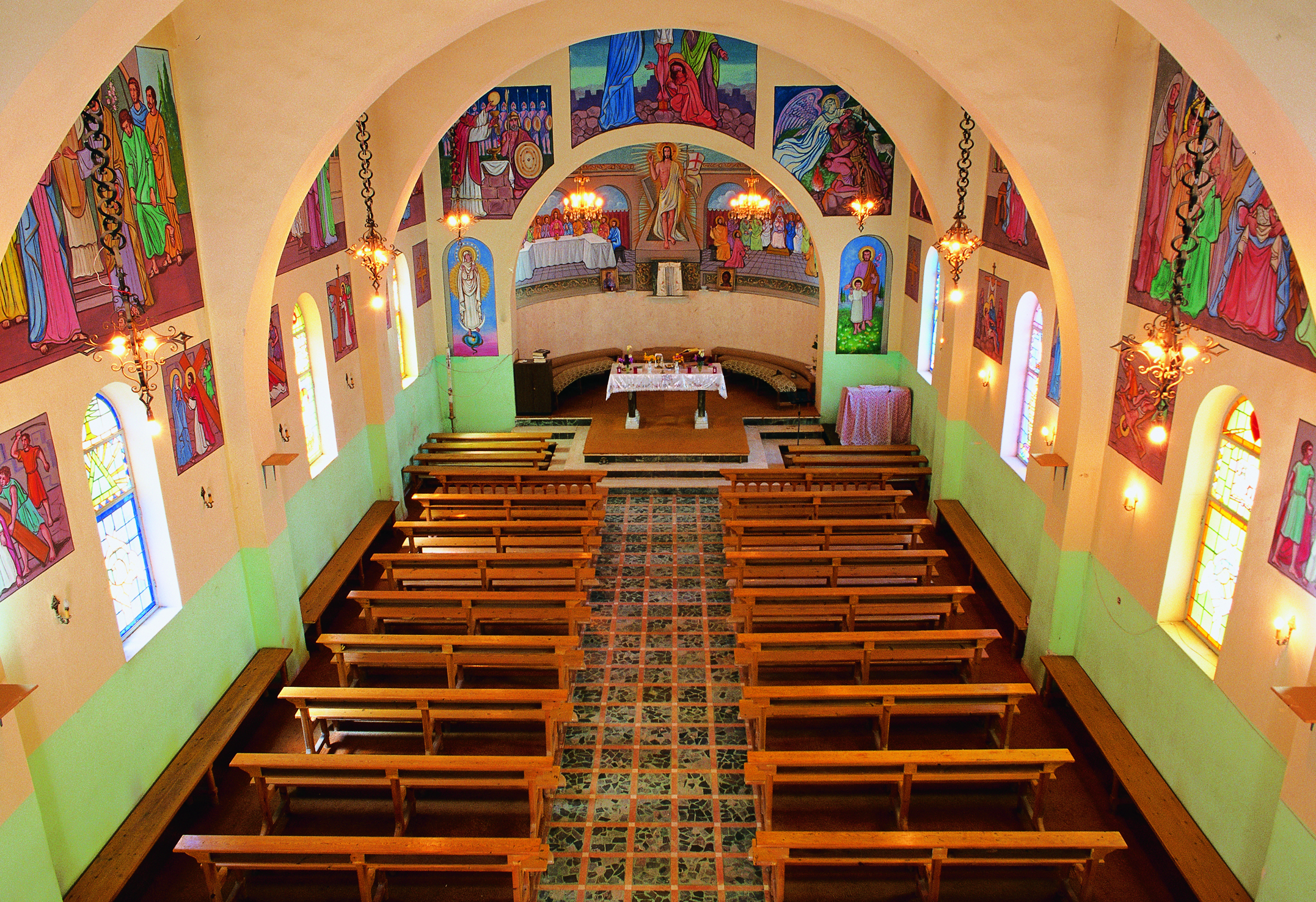
صورة داخلية لأحد دور العبادة

يتعايش في عنجرة المسلمين والمسيحيين بمحبة وأخوّة وقد ضربوا أروع الأمثال في التعايش بأمن وسلام، يُشكل المسلمون وجميعهم من السنة ما نسبتة 88% من سكان المدينة، أما المسيحيون وهم من ثلاث طوائف (الروم الأرثذوكس، اللاتين الكاثوليك، والمعمدانيين) فبعد أن كان عددهم عام 1961 م، 719 نسمة من أصل 3163 عدد سكان المدينة آنذاك أي ما نسبته 23% من عدد السكان، فقد تراجعت نسبتهم لتصبح ما يقرب من 12% والسبب في ذلك هجرتهم للمدن الأردنية الكبرى وهجرتهم إلى الولايات المتحدة وكندا وقارة أمريكا الجنوبية بشكل أكبر من هجرة أخوتهم المسلمين، تجاوز عدد مساجد المدينة عن خمسة عشرة مسجداً تُغطي أغلب أحيائها ويوجد بها ثلاثة كنائس من بينها كنيسة سيدة الجبل التي تُعد واحدة من المزارات المسيحية المعتمدة من قبل الفاتيكان.

## عشائر عنجرة

### عشيرة بنو الزغل (الزغول) / بنو الأحمر[5]

#### نسب القبيلة
1. تعود القبيلة بنسبها إلى بلاد الأندلس العربية من سلالة بنو الأحمر-بني نصر سلاطين الدولة النصرية في الأندلس، وتعود السلالة النصرية بنسبها إلى قبيلة الخزرج العريقة التي تعرف مع أختها قبيلة الأوس باسم (الأنصار) وجدهم هو الصحابي الجليل سعد بن عبادة الخزرجي (رضي الله عنه) زعيم الخزرج والأنصار، من نسل ابنه قيس بن سعد  الذي كان بمثابة صاحب الشرطة للرسول صلى الله عليه وسلم، والذي كان أيضاً والياً على مصر، أما جد قبيلة بني الزغل فهو السلطان الأندلسي الشجاع محمد الثالث عشر بن سعد بن علي بنو الأحمر النصري المعروف باسم السلطان أبو عبد الله الزغل...و الزغل هو لقب السلطان محمد وهو لقب بمعنى (الشجاع \ الباسل), قد تكون الكلمة «الزغل» من أصل بربري وأن البربر المسلمين في بلاد الأندلس هم من أطلقوا اللقب عليه.[محل شك]

#### جدهم الأكبر
1. هم بنو السلطان محمد «الزغل» بن السلطان سعد بن الأمير علي بن يوسف الثاني بن السلطان محمد الغني بالله الخامس بن السلطان أبو الحجاج يوسف الأول بن السلطان إسماعيل الأول بن فرج بن إسماعيل بن يوسف «الأحمر» بن نصر «محمد» بن أحمد بن محمد بن خميس بن نصر بن محمد بن نصير بن علي بن يحيى بن سعيد بن بن الصحابي قيس بن الصحابي سعد () بن عباده الخزرجي/ الأنصاري[محل شك]

#### لهم تواجد كبير في الأردن وفلسطين ومصر وتونس والمغرب وسوريا...
1. يعود تواجدهم في الأردن منذ أواخر القرن السادس عشر، حيث ارتحل جدهم (الشيخ مصطفى «الخطيب» أبن الزغل) من المغرب العربي مع أخيه (حسن ابن الزغل) إلى المحلة الكبرى في مصر، ثم بقي الجد حسن فيها ومن ذريته عائلة كبيرة تدعى (الزغل), أما الجد مصطفى فقد توجه إلى العريش منها إلى الخليل / فلسطين وثم إلى الكرك / الأردن واستقر بها ومن ذريته خرجت عشيرة الزغل في الكرك، وبعد زمن نشبت حرب بين بني الزغل وإحدى عشائر الكرك، خرجت على أثرها بني الزغل (أهل القاتل) من الكرك إلى جوار قبيلة العدوان في الشونة، وبعد زمن تصالحوا مع العشيرة الأخرى وعاد قسم منهم إلى الكرك ومنهم من توجه إلى عنجرة / جبل عجلون وقسم آخر إلى سلوان / القدس.[محل شك]

#### من عشائر بني الزغل...
1. - الزغول (بنو الزغل) في مدينة عنجرة وقراها (الصفا) في جبل عجلون هي عشيرة قوية وضخمة التعداد، ويقال أنها من كبرى العشائر التي تخرج من جد واحد، جاء اسم الزغول كصيغة الجمع للاسم الأصل (الزغل), حيث اجتمعت العشيرة على اسم الزغول في عام 1945م، وقبل ذلك كانوا ينادون ب..بني الزغل أو الزغول للجمع، والزغل أو ابن الزغل أو الزغلي للفرد.
2. - القرالة (الزغيلات) / الزغل: في مدينة كثربا في الكرك من كبيرات العشائر في الكرك حملوا اسم الزغيلات من الاسم (الزغيل) حيث يقال أن جدهم كان يُنادى بالزغيل، أما لقب القرالة فهي كلمة محرفة من الكلمة الأصل (krallar) وهي كلمة تركية أطلقها العثمانيين عليهم وتعني (الملوك أو أبناء الملوك), العشيرة ضمن حلف عشائري ضخم يدعى (البرارشة).
3. - الزغل: في فلسطين عشائر ذات تعداد وتوزع كبيرين، تقطن بلاد فلسطين الحرة، يقال أن جدهم جاء من الكرك وقطن سلوان / القدس ثم انتقل بعض أعقابه إلى مناطق مختلفة مشكلين عشائر في كل من (طولكرم وجنين والرملة ونابلس ورام الله وحيفا والخليل... * يقال أن حمولة الزغل في سلوان هي ضمن حلف عائلي يدعى بالمحاريق.
4. - الكفيريين: مساكنهم في الشجرة في الرمثا وبجوار عشيرة الخزاعلة (بني حسن) حمولة تعود إلى عشيرة القرالة في الكرك، يقال أنهم من عيال حمدان الزغيل (الزغل) القرالة (*حسب ما ورد في كتاب  كثربا قرية أردنية - دراسة في الأصالة والمعاصرة), مساكنهم الشجرة في الشمال وقرى تلعة الرز والمسطبة وارحاب.
5. - الزغل (فخذ الزغول): مساكنهم في طيبة إربد حمولة تعود إلى بنو الزغل (الزغول) في عنجرة، رحلوا من عنجرة إلى بلدة الطيبة في إربد. -الزغول: مساكنهم بيرين حمولة تقطن بجوار عشيرة الغويريين (بني حسن), هنالك روايتان، الأولى أنهم أتوا من عنجرة، والثانية أنهم أتوا من كثربا.
6. - الزغيلات: مساكنهم في طيبة الكرك حمولة تقطن بجوار عشيرة البطوش، جاؤوا إليها من كثربا.

وبحسب ما ورد في كتاب معجم العشائر الأردنية (لعبد الرؤوف الروابدة) هنالك أيضاً حمولة تدعى البطاطحة تقطن بلدة بيت يافا في إربد، وهي من عيال بطاح بن حامد الزغيل (الزغل) القرالة من كثربا الكرك. وهنالك قلة منهم يدعون بالزغل في إدلب في سوريا.

### من عشائر عنجرة
1. عشيرة الصمادي: يعتبرون من حيث العدد ثاني أكبر عشائر مدينة عنجرة بعد عشيرة الزغول ورابع أكبر عشائر المحافظة، ينقسم صمادية عنجرة إلى ثلاث عشائر رئيسية وهي عشائر العودات والنعيمات والسعدامة، يتواجد الصمادية بالإضافة لعنجرة في عجلون ودير الصمادية وأم الخشب وخشيبة، ولهم أبناء عمومة في النعيمة بمحافظة إربد ومحافظة جرش ومدينة سُوف، وفي صفد ونابلس ولهم فيها مقام جدهم الشيخ مسلم الصمادي ولهم فيها أوقاف وجنين بفلسطين وسوريا، ينتسبون إلى الحسين بن علي حفيد الرسول عليه الصلاة والسلام وفق حجة نسب يمتلكوها تعود للعام 945 هجري.
2. عشيرة العجلوني: لأبناء العشيرة عدد من الإسهامات في الحياة السياسية والعسكرية والاقتصادية، منهم خمسة وزراء خلال تاريخ الأردن الحديث أحدهم كان برتبة زعيم / لواء، ومنهم الطيار الرائد فراس العجلوني الذي استشهد في حرب عام 1967 والعديد من الأكاديمين والاقتصاديين، لم يتبقى من أفراد تلك العشيرة في عنجرة إلا بضعة أُسر فقد رحل أغلب أبنائها للعيش في عمان والزرقاء، قدم جد عشيرة العجلوني إلى عنجرة من بيتا قبل مائتي عام تقريبا وتزوج فتاة من عنجرة مؤسسا لعشيرة العجلوني.
3. عشيرة السيوف: من عشائر عنجرة ويعود الفضل لأبنائها في تأسيس بلدية عنجرة، تفيد الروايات بنسب العشيرة بأنهم من حِمْيَّر القحطانية ومن سلالة سيف بن ذي يزن الحميري وقد قدموا لعنجرة من قرية ذنابة من طولكرم وهم فرع من عشيرة السيف هناك وأبناء عمومة لعشيرة السيوف في مادبا وعشيرة السيوف في أبو اللوقص بمحافظة إربد، ولا يوجد ما يربط بين عشيرة السيوف في عنجرة مع عشيرتي السيف والسيوف في ذنابة ومادبا وأبو اللوقص سوى تشابه الأسماء.
4. عشيرة القبات: من عشائر عنجرة القديمة، وقد تزعموا عنجرة لفترة من الزمان وكانت أغلب أراضي عنجرة تعود ملكيتها لهم خاضوا مع حلفائهم من عشيرة الدعوم معركة طاحنة مع أهالي كفرنجة بسبب حجر البد الذي كان يستخدم في عصر الزيتون ونتيجة لتلك المعركة والتي لم يؤرخ لها كما ينبغي خسرت العشيرة عشرات من رجالها ومن ثم خسروا زعامتهم على عنجرة، ولا يذكر كبار السن في عنجرة أن عشيرة القبات تلقت دعم من العشائر الأخرى في عنجرة سوى عشيرة الدعوم.
5. عشيرة الدعوم: حلفاء عشيرة القبات التي ورد ذكرها سابقا وهم أسوة بلقبات خسروا العديد من الرجال بمعركة حجر البد، هناك روايتين عن أصل العشيرة، الرواية الأولى تقول أنهم من قبيلة النعيمات، والرواية الثانية أنهم من قبيلة بني خالد التي تقيم في شمال المملكة الأردنية الهاشمية.
6. عشيرة البعول: من العشائر القديمة التي سكنت قرية عنجرة، كما ذكر في كتاب عشائر شمالي الأردن للمؤلف محمود مهيدات وهذا ما أثبته كبار السن في تلك البلدة وتثبته بعض الشواهد الملموسة كبعض قبور أجدادهم التي يزيد عمرها عن ثلاث مائة عام أي إلى ما قبل عام 1700 ميلادي بالإضافة إلى أحد الوقائق العثمانية القديمة التي تثبت وجودهم إلى ما قبل عام 1650 ميلادي، ويرجع أصلهم إلى العشائر التي قام صلاح الدين الأيوبي بتوزيعها في شمال الأردن بعد معركة حطين للدفاع عن المنطقة نيابة عن قوات أيوبية، ويعتقد أنهم من العشائر القرشية التي هاجرت من الحجاز ولم يعثر على ما يثبت هذا الاعتقاد، وتعد عشيرة البعول من العشائر القليلة العدد في المدينة حيث أنها لم تلتحم مع أي من العشائر الأخرى وأنهم يعودوا لجد واحد وأنه لم ينجب الكثير من الأبناء ويقال أن لهم أقرباء هم عشيرتي القرشي والقريشات من عشائر عجلون.

1. عشيرة الفواز: قدموا إلى عنجرة قبل أكثر من قرنين ونصف وهم فرع من عشيرة الفواز إحدى عشائر قبيلة السردي المعروفة في شمال المملكة الأردنية الهاشمية.
2. عشيرة اللوامنة: وهم فرع لعشيرة اللوامنة في قرى جرش إحدى عشائر الحراحشة من قبيلة بني حسن.
3. عوائل أخرى: قدمت إلى عنجرة في أوائل ومنتصف القرن العشرين بعض من العوائل وإقامة بها وهذه العوائل هي:
4. .عشيرة الخشاني: وهي عشيره ترجع في نسبها لقبيلة (قيس عيلان) من العرب المستعربة.

  - العفيف، العفيف، وهم فرع من عشيرة العفيف في جرش.
5. آل اللبابيدي، هم من اللبابدة أو اللبيديين فنسبوا إلى صيغة الجمع من اسم القبيلة فقيل في الواحد منهم - لبابيدي - جرياً على عادة العرب في التسمية والنسبة ولو كان اللبابيدي هو صانع اللبد كما ظن بعضهم لقالوا في التسمية إليه (لبادي) لأن صانع اللبد هو اللباد، وتقيم هذه العشيرة في عنجرة.
6. الشرع، وهم فرع من عشيرة الشرع التي تقيم في حوارة وإربد والرمثا وأصلهم من الطائف في بلاد الحجاز.
7. الزواتين، وهم فرع من عشيرة الزواتين في بلدة عرجان والتي تعود بنسبها إلى عشيرة الفقهاء العبادية في البلقاء.
8. ياغي، وهم من المسمية الكبرى إحدى قرى غزة وهم أبناء عمومة عشيرة السيوف التي مر ذكرها سابقا.
9. أبو عمرة ويعرفوا بدار الكسارة، الشحروري، الكراز، الرملي عوائل قدمت من الضفة الغربية. العامرية قدموا من الضفة الغربية

### العشائر المسيحية
1. عشيرة الأيوب: وهم من أقدم العشائر في عنجرة وينتسبون إلى العرب الغساسنة.
2. عشيرة الزوايدة: وهم مثل عشيرة الأيوب من العشائر القديمة في عنجرة وينتسبون إلى الغساسنة.
3. عشيرة المقطش: لهم أبناء عمومة في عجلون وهم عشيرة العويس وهم فرعان من أصل واحد وهناك روايتان في أصلهم، رواية تقول بأنهم نزحوا من وادي موسى في جنوب الأردن باتجاه الشمال وأقاموا في عنجرة وعجلون، أما الرواية الثانية تقول أنهم من بقايا الفرنجة الذين غزوا البلاد قبل ما يقارب من الثمانية قرون قدموا لعنجرة وعجلون من الكرك جنوب الأردن.
4. عشيرة المزاهرة: وهم من عشائر عنجرة القديمة تمت تسميتهم بهذا الاسم نسبه لجدهم مزهر وهم من العرب الغساسنة وقد خرج منهم فرع أقام في بلدة الصريح بمحافظة إربد معروفين بعشيرة مرجي.
5. عشيرة حداد : تقطن تلك العشيرة في عجلون وخربة الوهادنة وعرجان والسلط وإربد ومادبا وجرش والفحيص إضافة إلى عنجرة، وعشيرة حداد من العرب الغساسنة قدم جدهم مع ابن شقيق له إلى الأردن حوالي العام 1650 ميلادي من لبنان وأول مكان أقام به كان مدينة عنجرة والتي منها هاجر أبنائه وأحفاده إلى المدن والقرى التي تم ذكرها سابقا، وقد انتقل جزء كبير منهم من تلك المدن والقرى إلى عمان والزرقاء والعقبة، وكذلك إلى بعض الدول مثل الولايات المتحده الأمريكية وكندا وأستراليا وقارة أمريكا الجنوبية وتعتبر عشيرة الحداد من أكبر العشائر في الأردن.
6. عشيرة الكفوف : تعتبر من العشائر الكبيرة مقارنة بالعشائر المسيحية في عنجرة، يعتقد أنهم من مادبا، لكن لا يوجد ما يؤكد ذلك.
7. عشيرة الجوينات: وهم فرع من عشيرة الجوينات في الحصن، وجدهم قدم مدينة الحصن في أواسط القرن التاسع عشر من لبنان.
8. عشيرة الخليفات: فرع من الخليفات في الناصرة وجد الخليفات في الناصرة من عشيرة النمري المعروفه في إربد.
9. عشيرة القطامي: تعود أصولهم إلى قبيلة تغلب بن وائل من اليمن وجدهم هو عمرو بن شييم بن عمرو بن عباد التغلبي الملقب بالقطامي، ولهم أقارب في مدينة السلط.
10. عريضة: وهم قليلوا العدد نسبة إلى باقي العشائر المسيحية في عنجرة، وجذورهم تعود إلى جبل لبنان.

## أهم رجال عنجرة منذ تأسيس امارة شرق الأردن
قدمت عنجرة وخلال المئة عام المنصرمة العديد من الرجالات الذين ساهموا في بناء ونهضة الأردن الحديث وقد عملوا بتفاني واخلاص لوطنهم وبكل المحبة والولاء للقياده الهاشميه الحكيمه، وقد شغلوا العديد من المناصب الهامة والرفيعة المدنية والعسكرية، من بينهم 6 وزراء وبذلك تكون عنجرة أكثر مدينة/بلده من سائر مدن وبلدات محافظة عجلون قدمت وزراء في تاريخ الأردن المعاصر، ومن الرجال الذين قدمتهم المدينة الشهيد الطيار الرائد فراس العجلوني والذي استشهد في حرب عام 1967 بعد استبساله في حماية أجواء المملكة من العدو الصهيوني، وقد قدمت المدينة العديد من الشهداء الذين سقطوا دفاعاً عن وطنهم وعن ثرى فلسطين أمثال الشهيد الجندي نواف طعمة عيد خليفات، الذي استشهد بمعركة الكرامة عام 1968 وغيرهما.
من أبرز زعماء وشيوخ عنجرة
1- الشيخ محمد (أبي صاجين) بن علي بن أحمد العليوي الزغلي أبن الأحمر [محل شك] الأنصاري.
2- الشيخ خليل بن أحمد بن ناصر بن محمد بن نصير الزغلي أبن الأحمر [محل شك] الأنصاري.
3- الشيخ الخطيب محمد بن سليمان بن عيد بن إنصير الزغلي أبن الأحمر [محل شك] الأنصاري، وأبناءه الخطبا (عبد الله وأحمد ومصطفى وعيسى ومحمود)
4- الشيخ موسى بن إحمود بن إعمر بن مضعان الزغلي أبن الأحمر [محل شك] الأنصاري.
5- الشيخ قاسم بن سليم بن عوده بن عبد الرحيم بن عثمان الصمادي.
6- الشيخ أحمد بن حامد بن أحمد أبو سيف (السيوف).
من شهداء معارك الشرف والبطولة.
الشهيد حمد حسن أبو سيف
الحرس الوطني استشهد في فلسطين معركة حوسان
25/9/1956م
-----------
الشهيد سليمان يوسف حسين الزغول،
الوحدة (س م\1) استشهد في فلسطين
سنة 1948/05/19م
-----------
الشهيد عبد القادر علي مصلح الزغول،
الوحدة (الكتيبة \9) استشهد في الضفة الغربية
سنة 1956/10/12م
-----------
الشهيد محمد حسين علي الزغول،
الوحدة (الشرطة العسكرية) استشهد في الضفة الغربية
سنة 1967/05/21م
-----------
الشهيد موسى أحمد علي الزغول،
الوحدة (كتيبة المدفعية\8) استهشد في الضفة الغربية
سنة 1967/06/06م
-----------
الشهيد فوزان مفضي يوسف الزغول،
الوحدة (كتيبة أسامة بن زيد) استشهد في الضفة الغربية
سنة 1967/06/06م
-----------
الشهيد راجي سلمان حسن الزغول،
الوحدة (كتيبة الأمير عبد الله\1) استشهد في الضفة الغربية
سنة 1967/06/06م
-----------
الشهيد موسى محمد علي الزغول،
الوحدة (ك مقاومة الدبابات\8) استشهد في القدس
سنة 1967/06/07م
-----------
الشهيد أحمد محمد حسين الزغول،
الوحدة (كتيبة أسامة بن زيد) استشهد في القدس
سنة 1967/06/07م
-----------
الشهيد ناصر محمد نصّير الزغول،
الوحدة (كتيبة مدفعية\6) استشهد في معسكر وحدته أثر الاعتداء الإسرائيلي
سنة 1969/04/26م